# Batalla de La Mesa
La Batalla de La Mesa se produjo el 9 de enero de 1847, en la actual localidad de Vernon, California, un día después de la Batalla del Río San Gabriel.

## Antecedentes
En La Mesa, las pocas y mal armadas fuerzas mexicanas se enfrentaron a un ejército mucho más numeroso que mató a un estadounidense e hirió a otros cinco de las fuerzas comandadas por el Comodoro Robert F. Stockton. A pesar de que la tropa de Stocktons no contaba con caballería como la mexicana, los soldados estadounidenses contaban con fusiles, mientras que los mexicanos luchaban sólo a caballo con sus lanzas y machetes.

## Batalla
En la batalla, los mexicanos sufrieron 15 muertos y 25 heridos. Después de constantes y fatigantes combates con los soldados norteamericanos, la tropa mexicana cayó en el agotamiento y acampó en la actual Pasadena, Los Ángeles, cediendo el área a las fuerzas de Stockton. Esta batalla fue la última de resistencia armada en la zona contra los Estados Unidos, ya que el General José María Flores regresó a México y se firmó la Capitulación de Cahuenga el 13 de enero.
- Datos: Q2885397